# Centrosaure (estegosàurid)
|  | Per a altres significats, vegeu «Centrosaure (ceratòpsid)». |

El centrosaure (Kentrosaurus, literalment rèptil espinós) és un gènere de dinosaure que visqué al període Juràssic a Àfrica. Estava estretament emparentat amb el més ben conegut estegosaure, però feia aproximadament un quart de la mida de l'Stegosaurus ordinari. Presentava una doble filera de plaques del coll a l'extrem de la cua, també a sobre les espatlles. No se sap ben bé la seva utilitat, però es creu que podrien ser una eina defensiva i que podia regular la temperatura. A més a més podria ésser un reclam en època de zel. S'alimentava de falgueres, les coníferes, ginkgos i cícades amb el bec.
El centrosaure fou descobert per una expedició alemanya a Tanzània efectuada entre els anys 1909 i 1912. Fou Edwin Hennig el primer a descriure aquest gènere, l'any 1915. Un esquelet gairebé complet es va recuperar i reconstruir al Museu Humboldt, de la Universitat de Berlín però el museu fou bombardejat durant la Segona Guerra Mundial i molts dels ossos es van perdre.